# Chiesa dei Santi Cristoforo e Lorenzo
La chiesa dei Santi Cristoforo e Lorenzo (Igreja de São Cristóvão e São Lourenço in portoghese) è un edificio di culto cattolico situato nel quartiere Mouraria di Lisbona, nella freguesia di Santa Maria Maior.

## Storia
Sul sito dell'odierno edificio fu costruita agli inizi del XIII secolo la chiesa di Santa Maria de Alcamim. Durante il regno di Manuele I, nella primo quarto del XVI secolo, il fabbricato andò completamente distrutto a causa di un incendio. Nel 1610 fu restaurata e tra il 1671 ed il 1672 fu completamente rifatta.
Tra la fine del XVII e l'inizio del XVIII secolo furono decorati gli interni con intagli dorati. Sempre nello stesso periodo il pittore Bento Coelho da Silveira realizzò le trentasei tele che ancora compongono la quadreria della chiesa di San Cristoforo.
La facciata, in stile manierista e scandita da due pilastri verticali è sormontata da un frontone triangolare ed è racchiusa da due torri campanarie gemelle. L'interno, a navata unica, è finemente decorato con la tecnica della talha dourada secondo i canoni dello Stile nazionale portoghese.